# 龙华寺站
龙华寺站位于中华人民共和国四川省成都市龙泉驿区大面街道成龙大道二段与新建路和车城西四路交叉口地下，沿成龙大道北侧绿化带东西向设置，是成都地铁13号线一期工程建设中的一座地下车站，预计于2025年启用。
本站因老地名龙华寺而得名，规划阶段曾用名“公园大道”。

## 车站结构
龙华寺站为地下二层单柱双跨12米宽186米长岛式站台车站，采用明挖顺做法施工。
| 地面              | 0    | 出入口                                                                                                  |
| 地下一层          | 站厅 | 自助购票、客服中心                                                                                      |
| 地下二层          | 站台 | \| \| \| 13号线往瓦窑滩（三圣花乡） \| \| 島式 · 開左邊车门 \| \| \| \| \| \| 13号线往龙安（终点站） \| |
|                   |      | 13号线往瓦窑滩（三圣花乡）                                                                              |
| 島式 · 開左邊车门 |      | |
|                   |      | 13号线往龙安（终点站）                                                                                  |

## 出入口
龙华寺站一共设置了4个出入口：
- B1出入口位于成龙大道南侧，靠近银河路布置，吸引西南象限客流；B1出入口距离成龙大道南侧与新建路交叉口约180m，成龙大道西南侧周边居民可通过此口乘坐13号线；
- B2出入口位于成龙大道南侧，靠近新博新美银河装饰城布置，吸引东南象限客流；
- C出入口位于成龙大道北侧，沿成龙大道设置，吸引东北象限客流；
- D出入口位于成龙大道北侧，靠近新建路设置，吸引西北象限客流。

## 历史
最初成都地铁13号线规划为快线，设站较少、站间距较大。13号线一期工程东段沿成龙大道布置，采高架方式敷设，在龙泉驿区内仅设有龙安（当时工程名为“龙华寺”）一座车站，且距离上一站三圣乡长达4.7公里。由于成龙大道沿线大面街道居住、教育、商业用地分布密集，且现状两侧已形成密集居住区，常住人口达到约25万，居民众多而缺乏轨道交通站点，交通供需矛盾突出。在13号线一期工程被纳入成都轨道交通第四期规划后，当地众多居民多次向市政府反映增加站点诉求。
2017年8月，成都轨道交通集团、成都市政府、龙泉驿区政府和成都市交通委员会举行了联席会议，初步共识是倾向于不增加车站，以免出现更多类似案例。2018年3月13日，成都轨道交通集团委托中铁第一勘察设计院编制形成“三圣乡至龙华寺区间加站汇报”文件，提出了在本区间成龙大道公园大道路口增加一个车站（当时称之为“公园大道站”）的具体施工方案，结论为考虑施工难度（受绕城高速和成昆铁路限制，公园大道站只能采用地下布置）、对公路路口交通影响较大（受高压电线限制，高架段只能采用路中式敷设）、减弱龙华寺站覆盖面（高架段推迟至公园大道站东端开始敷设，导致龙华寺站位置相应东移）和13号线“快线”的线路定位以及规划中的11号线未来将在此设站，建议不采纳加站方案。
此后双方仍然持续展开商议。2018年7月，设计单位完成了一种将成龙大道高架路段全部改为地下路段的条件下增设公园大道站的初步方案。2018年10月23日，成都市规划局宣布优化13号线线位设计，将成龙大道路段由高架线路改为地下线路，在三圣乡至龙华寺区间的公园大道路口（此路后改名为“新建路”）增设一座地下车站，即现今的龙华寺站。
- 2020年3月6日，本站主体结构开工。[9]
- 2020年11月30日，成都市民政局发布公告，本站标准名称定为“龙华寺”，原来工程名为“龙华寺”的相邻车站则改名“龙安”。[1]